# AŽD Praha
AŽD Praha s.r.o. ist ein tschechisches Unternehmen mit Sitz in Prag (Praha). AŽD Praha bietet Signal-, Telekommunikations-, Steuerungs- und Kommunikationstechnik für Verkehrsinfrastruktur an. Trotz der Ausrichtung des Unternehmens auf den Schienenverkehr werden auch Telematiklösungen für den Straßenverkehr angeboten. AŽD Praha ist die Abkürzung für Automatizace železniční dopravy Praha, deutsch: Automatisierung des Eisenbahnverkehrs Prag.
Die Installations- und Produktionsabteilung umfasste 2020 sechs Standorte, die an kompletten Produktions-, Installations- und Logistikaktivitäten beteiligt sind.

## Geschichte
Das Unternehmen geht zurück auf das vom tschechoslowakischen Verkehrsministerium 1954 gegründete Abteilungen für die technische Ausstattung der Schieneninfrastruktur und gehörte zur ČSD, welche als Staatsbahn neben dem Personen- und Güterverkehr auch als Infrastrukturbetreiber zuständig war:
- ČSD – Stavba a montáž sdělovacích a zabezpečovacích zařízení (Bau und Installation von Kommunikations- und Signalanlagen)
- ČSD – Výroba sdělovacích a zabezpečovacích zařízení (Herstellung von Kommunikations- und Signalanlagen)
- ČSD – Ústřední zásobovací sklad (Zentrales Versorgungsdepot)

1958 kam es zu einer Zusammenführung dieser drei Bereiche, das Resultat war die VVSZZ (Výroba a výstavba sdělovacích a zabezpečovacích zařízení, deutsch: Herstellung und Ausbau von Kommunikations- und Signalanlagen). Zum Namen AŽD kam es 1961, als VVSZZ in Automatizace železniční dopravy Praha umbenannt wurde. Noch im Sommer 1989 wurde AŽD Praha zusammen mit AŽD Bratislava (Automatizácia železničnej dopravy Bratislava) in einem Kombinat zusammengeführt.

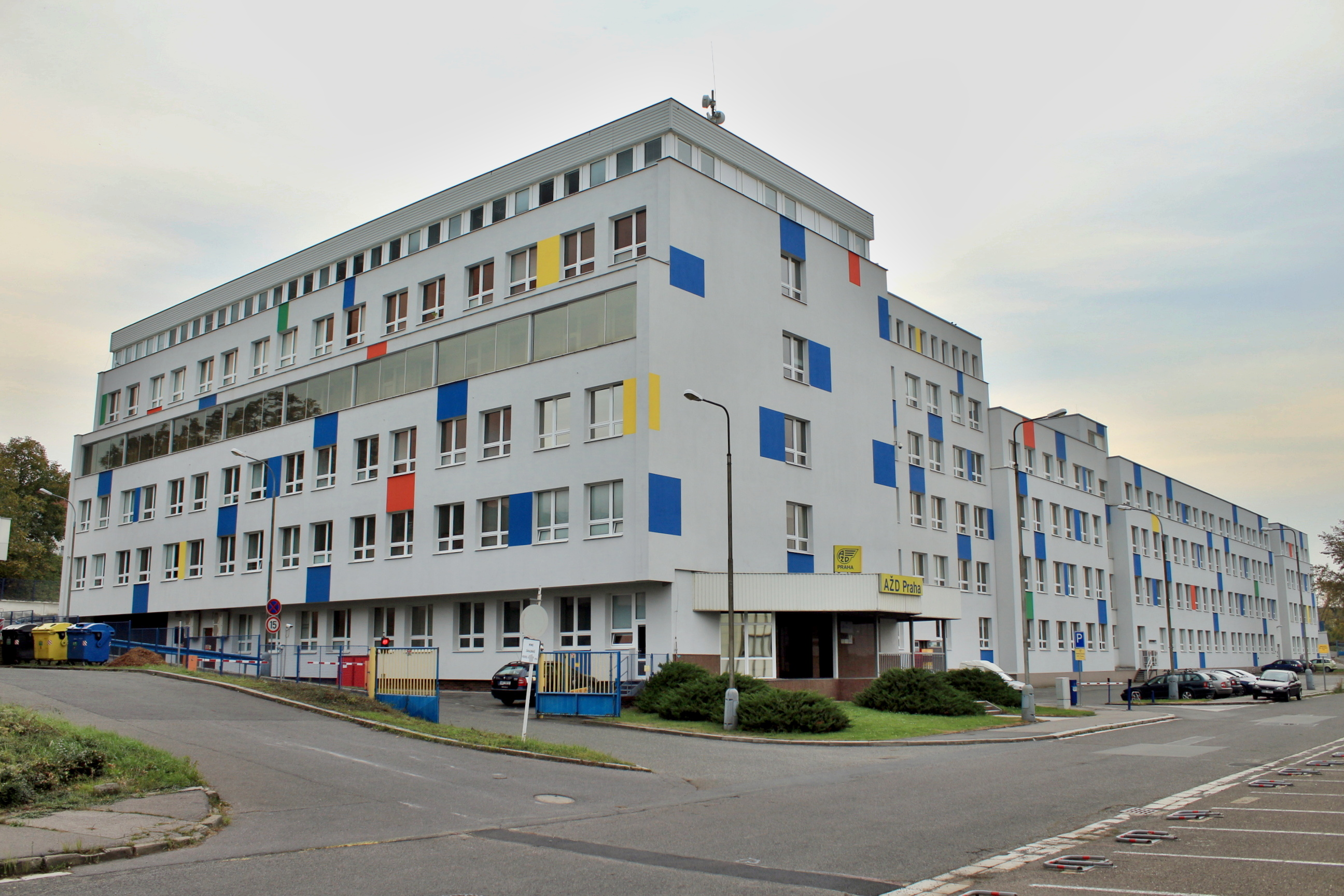
Unternehmenssitz in Prag

Infolge der Samtenen Revolution wurden beide Betriebe wieder ausgegliedert und als Staatsbetrieb für eine anstehende Privatisierung eingetragen.
Im Mai 1993 wurde der Staatsbetrieb in den Staatsfonds des Staatseigentums (Fond národního majetku) mit dem Zweck der Veräußerung übertragen. Kerngedanke war die Aufteilung von AŽD in acht voneinander unabhängige Unternehmen. Kaufinteressenten waren:
- Siemens wollte AŽD Praha komplett übernehmen
- Alcatel forderte einen langfristigen Kontrakt, in dem die ČSD mindestens 50 Prozent der entsprechenden Technologie weiterhin bei AŽD bzw. einem Folgeunternehmen zu kaufen hat
- ABB, später Adtranz

Die Regierung beschloss, dass AŽD Praha in eine Aktiengesellschaft (a.s.) umgewandelt wird und dass bei einem Verkauf ein Teil der Aktien zumindest vorübergehend in staatlicher Hand bleibt. Ein tschechischer Betrieb als weiterer Interessent stellte das Projekt MORA vor. Dieses Projekt wurde abgelehnt, da MORA lediglich einzelne Bereiche von AŽD übernehmen wollte. Die neugegründete tschechische ABB-Tochter PROCON stellte im eigenen Projekt eine tiefgreifende Zerteilung von AŽD vor, wobei gewisse Unternehmensbereiche weiterverkauft werden sollten.
Zwischenzeitlich gründete die bisherige Leitung von AŽD das private Unternehmen AUDOC. In einem öffentlichen Kaufverfahren beteiligte sich ABB mit einem niedrigeren Gebot als es vom Staat vorgesehen. Neuer Eigentümer der AŽD-Unternehmensteile wurde damit AUDOC zum 1. Juni 1993. Übernommen wurden auch bestehende Aufträge, Schulden und andere Verpflichtungen. Am 27. September 1993 wurde das Unternehmen AUDOC in AŽD Praha umbenannt. Am 8. Dezember 1993 ist im Handelsregister die finale Abwicklung der AŽD-Staatsbetriebe vermerkt worden.

## Produkte

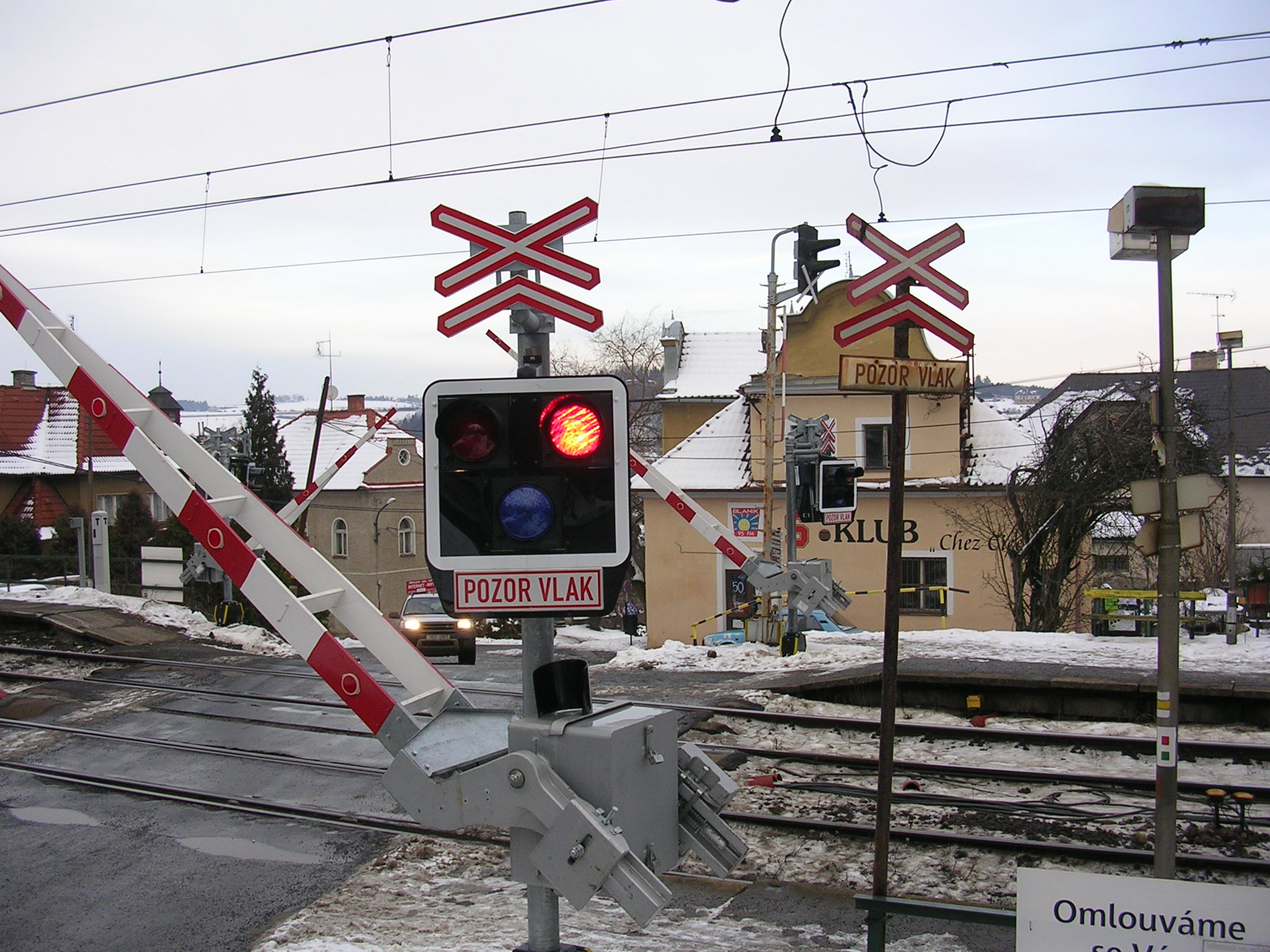
Beschrankter Bahnübergang von AŽD Praha

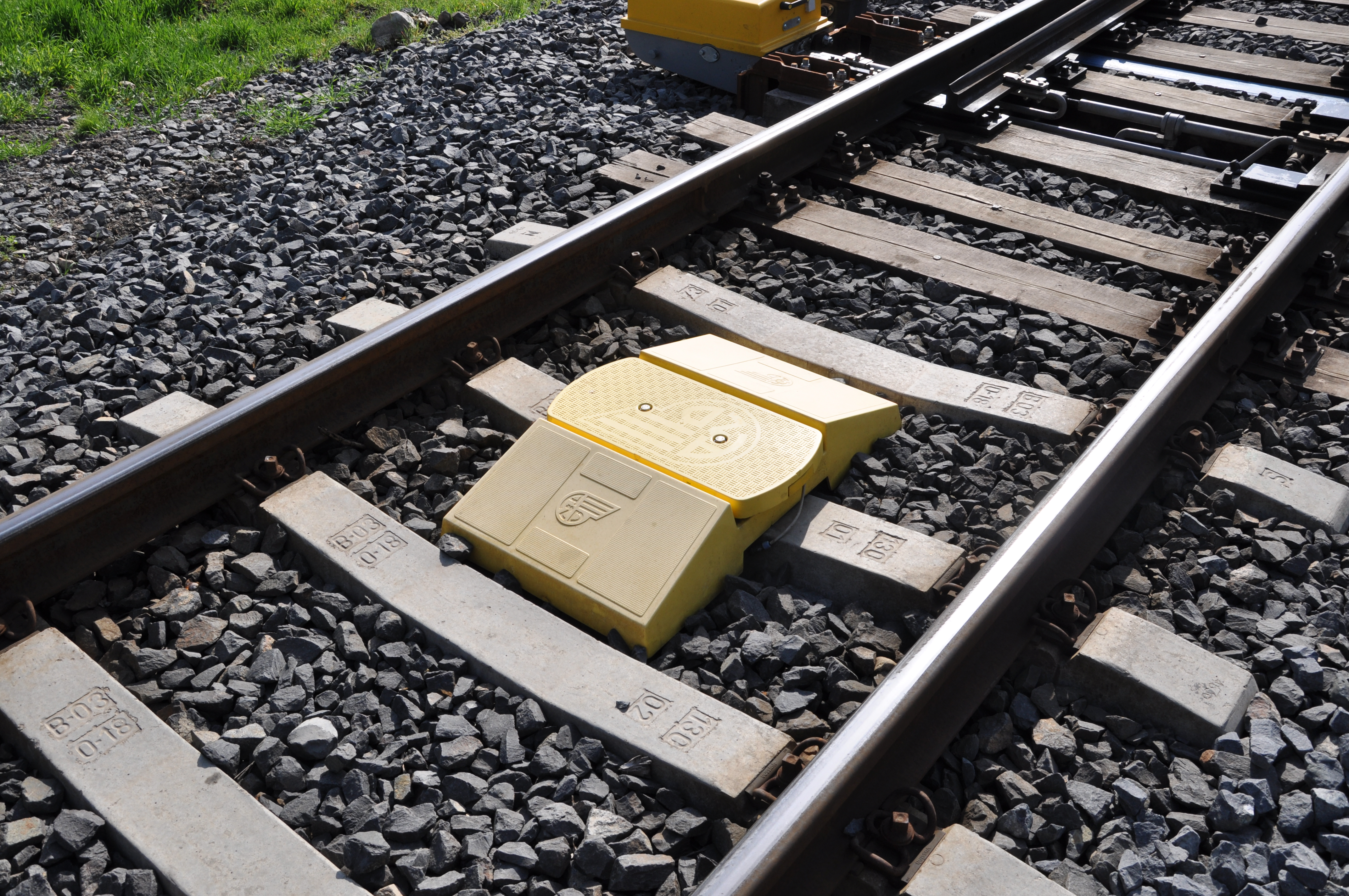
Eurobalise für European Train Control System (ETCS) von AŽD Praha

- Sicherheitseinrichtungen für Bahnhöfe[4]
- streckenseitige Signalanlagen
- Sicherheitsausrüstung für Bahnübergänge
- Stromversorgungssysteme
- Zugsicherungs- und Automatisierungseinrichtungen
- Zugortungsanlagen
- Außenlichtsignale und Anzeigen
- Schaltanlagen für Weichen
- Systeme für die U-Bahn
- Signalisierungsrelais
- Straßenverkehrsampelanlagen
- Parksysteme, Tunnelsysteme
- Kamera- und Überwachungssysteme, Informationsradare
- öffentliche Beleuchtung
- Verkehrsspielplätze für Kinder
- Telefon- und Funktechnik, insbesondere für den Einsatz im Verkehr, aber auch z. B. für kommunale oder Stadionbeschallungen
- EDV- und Schaltschränke
- Hindernissignale zur Markierung von Hindernissen für den Flugverkehr
- Drehkreuze
- Dampf- und Gasdetektoren

## Eisenbahninfrastrukturunternehmen
Bahnstrecke Čížkovice–Obrnice
Die Bahnstrecke Čížkovice–Obrnice erwarb AŽD Praha als Versuchsstrecke zur Erprobung neuer Technologien für 5,7 Millionen Kč von der staatlichen Infrastrukturverwaltung Správa železniční dopravní cesty (SŽDC). Nach der Übernahme wurden Gleise, Anlagen und Hochbauten saniert und modernisiert. Im Dezember 2019 wurde auf der Strecke der planmäßige Schienenpersonennahverkehr wieder aufgenommen, der 2007 eingestellt worden war.
Bahnstrecke Kopidlno–Bakov nad Jizerou
Im Jahr 2016 erwarb AŽD Praha den Abschnitt vom Abzweig (odb.) Kamensko bis Dolní Bousov der Bahnstrecke Kopidlno–Bakov nad Jizerou. Im November 2019 gab AŽD Praha bekannt, etwa drei Kilometer der Strecke am Bahnhof Dětenice als Versuchsstrecke für den Betrieb fahrerloser Züge ausrüsten zu wollen. Am Bahnhof Dětenice soll zudem das neue Zugsicherungssystem ESA 44 installiert werden. Das ETCS-System auf Basis von GSM-R wird in den angrenzenden Abschnitten aufgebaut. Im Jahr 2020 sollte ein erster fahrerloser Versuchszug auf der Strecke verkehren.

## Eisenbahnverkehrsunternehmen

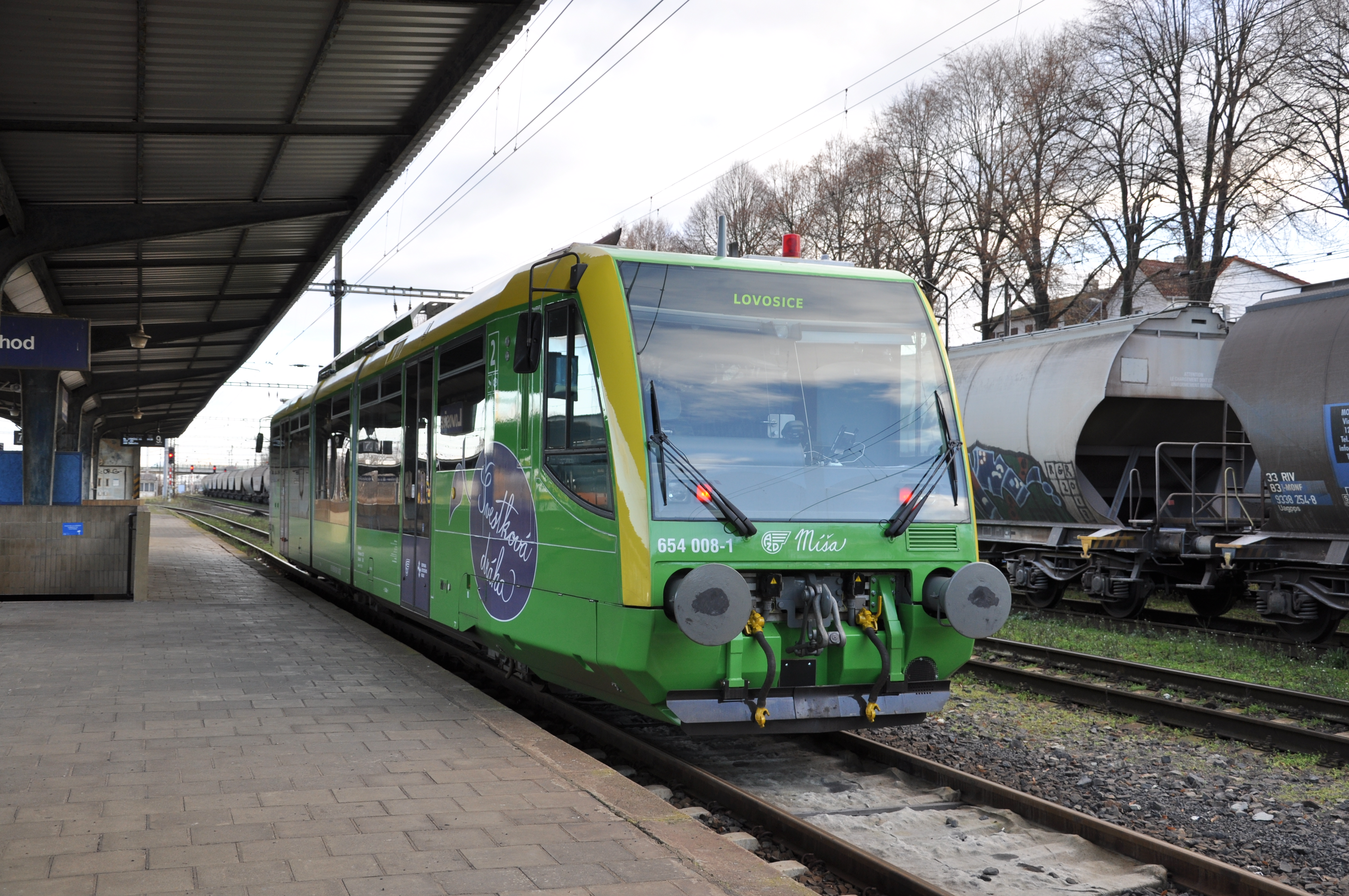
Regiosprinter von AŽD Praha (Lovosice; 2019)

Im September 2018 wurde AŽD Praha mit der Erbringung der Verkehrsleistungen für die Linie U10 Litoměřice–Most ab dem Fahrplanwechsel im Dezember 2019 vom ÖPNV-Aufgabenträger Ústecký kraj beauftragt. Für den Betrieb der Linie kaufte AŽD Praha vier gebrauchte, niederflurige Triebwagen des Typs Regiosprinter vom deutschen Eisenbahnverkehrsunternehmen Rurtalbahn. Die Fahrzeuge erhielten bei CZ LOKO in Česká Třebová eine grundlegende Modernisierung und die technischen Einrichtungen für den autonomen Betrieb. Der erste erneuerte Zug wurde im Juni 2019 auf der Messe „Czech Raildays“ der Öffentlichkeit vorgestellt.
Seit Juni 2020 verkehren die Züge von AŽD Praha auch im touristischen Saison-Verkehr auf der Linie T4 zwischen Chotiměř und Lovosice auf der Bahnstrecke Řetenice–Liberec.
AŽD Praha besitzt zudem noch weitere Schienenfahrzeuge:
- ČSD-Baureihe T 466.2 (Diesellokomotive)
- ČSD-Baureihe M 152.0 (Triebwagen)
- ČD-Baureihe 851 (Triebwagen mit Messeinrichtungen)
- ČD-Baureihe 749 (Diesellokomotive)

## Tochterunternehmen und Beteiligungen
- AK signal Brno (100 %)
- Radom (100 %)
- Automatizácia železničnej dopravy (85 %)
- Starmon
- BREMA
- Signalservis
- MSV elektronika
- Eurosignal
- Betamont (Slovakia)